# Cacera infernal

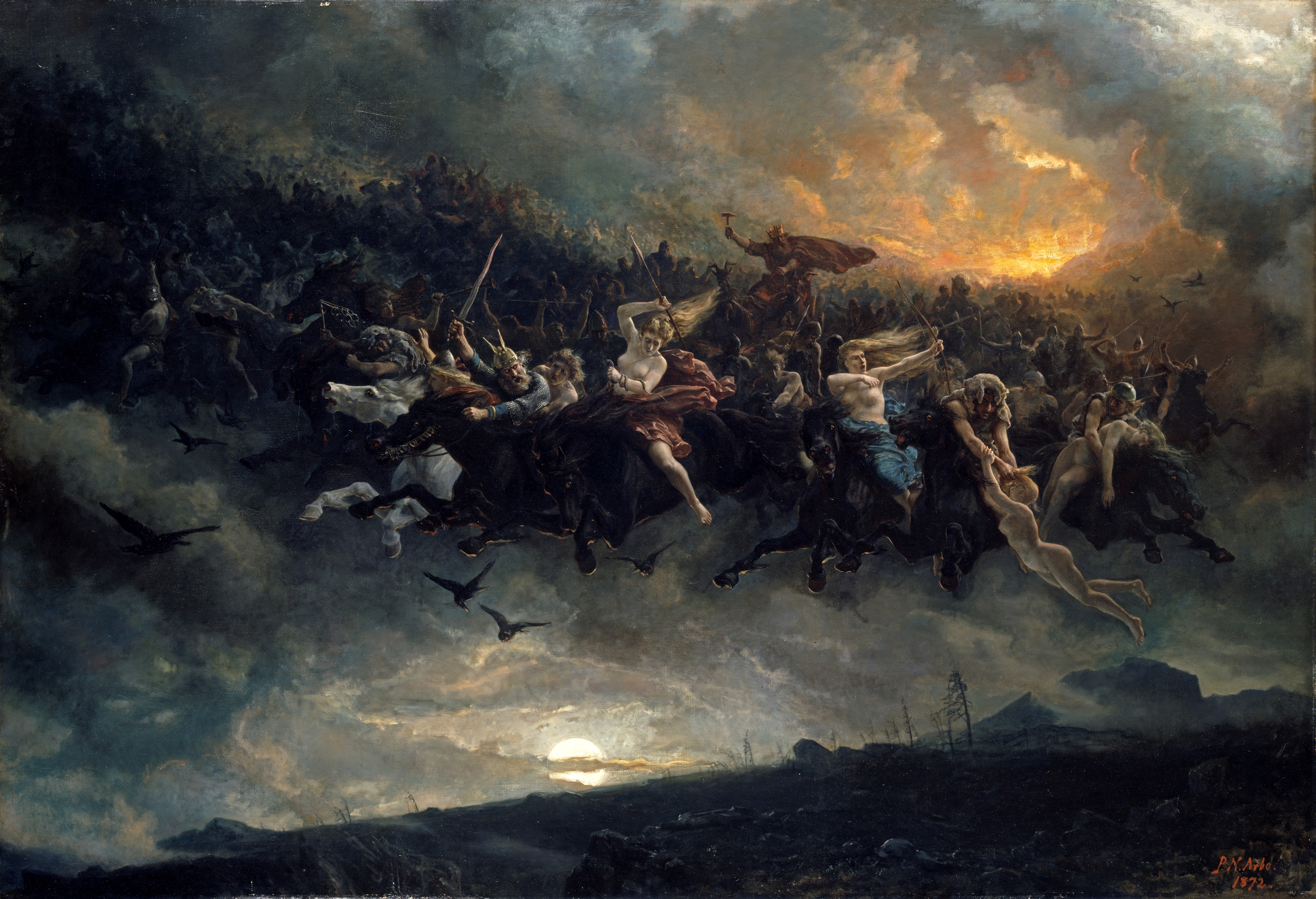
La Cacera infernal: Asgårdsreien (1872) de Peter Nicolai Arbo.

La Cacera infernal o Cacera salvatge és un mite europeu que implica un grup sobrenatural de caçadors en una persecució salvatge. Els caçadors poden ser elfs, fades o espectres. El líder de la caçera és sovint una figura associada amb Odin (o altres deformacions d'el mateix déu, com el Wuodan alemannic del Wuotis Heer de Suïssa Central, Suàbia, etc.). El líder també pot ser encarnat per algun personatge de rellevància històrica, com Teodoric el Gran, Valdemar Atterdag, el Comte Arnau, Herodes, Caín, Gabriel, el Diable, o un esperit o ànima perduda qualsevol, tant home com dona.
Es creia que veure la Cacera infernal presagiava algun tipus de catàtrofe, com la guerra o la pesta o, en el millor dels casos, la mort del qui la presenciava. Els qui es topaven amb la Cacera també podien ser segrestats i conduïts a l'inframón o al regne de les fades. En alguns casos, també es creia que les ànimes de les persones podien ser robades durant el seu son per unir-se a la cavalcada.
El concepte va ser desenvolupat a partir de la mitologia comparada per Jacob Grimm al Deutsche Mythologie (1835). La va considerar una tradició pagana germànica, que havia sobreviscut al llarg dels temps, però es troben mites comparables a tota l'Europa del Nord, occidental i central. Grimm va popularitzar el terme Wilde Jagd ("Cacera salvatge") per a descriure el fenomen.

## Llegendes de cacera infernal a Catalunya
A Catalunya hi ha dos grans personatges relacionats amb caceres salvatges: el Comte Arnau i el Mal Caçador. A banda d'aquests, hi ha diferents personatges condemnats a caçar eternament com a expiació de diversos sacrilegis:
- El cavaller Ferran o caçador de Ger, molt conegut a la Cerdanya, que abandonà la missa per perseguir una llebre blanca i l'escolà li digué: «Detureu-vos i adoreu Déu».—Ell contestà: «Ni que m'ho demanés Déu no em deturo».[cal citació]
- El caçador negre, que va fuetejar el capellà perquè li volia fer escoltar el sermó i ell preferia anar a caçar.[cal citació]
- Els caçadors del rei,[8] que van passar-se més d'una mesada sense caçar res i cap al tard de la vigília de Corpus Christi van veure una llebre blanca, grossa com un isard, i, afanyosos de caçar-la perquè el rei estigués content, no van anar a dormir ni respectaren la santedat de la festa, i tot l'endemà van caçar, i cada vegada que se solemnitzava el sagrament engegaven un tret que retrunyia per tot l'espai.[cal citació]
- El caçador del Montseny, que el dia de la festa major de Santa Fe, per tal de poder tornar més aviat a la cacera, ni es va agenollar.[cal citació] Aquesta llegenda es confon amb la de l'anomenat caçador fantasma de Santa Fe, molt semblant també a la dels caçadors del rei, en què el caçador abandona la missa en veure passar una llebre.[9]
- El caçador del Montnegre. Entremig de la fressa pròpia dels altres caçadors infernals, quan passa se sent el gemec de la pobra dona que raptà en un ball de festa major a la plaça d'Òrrius.[10]
- També a l'Alt Berguedà hi ha la llegenda del Senyor de Gréixer, caçador empedreït convertit en ànima en pena i condemnat a vagar tota l'eternitat.[11]
- La vigília del Dia de Reis hom sent passar també el rei Herodes caçant a la desesperada i seguit d'un estol d'ànimes en pena.